# Sebastes cortezi
Sebastes cortezi är en fiskart som först beskrevs av Charles William Beebe och Tee-van, 1938.  Sebastes cortezi ingår i släktet Sebastes och familjen kungsfiskar. IUCN kategoriserar arten globalt som livskraftig. Inga underarter finns listade i Catalogue of Life.